# Elsa Lanchester

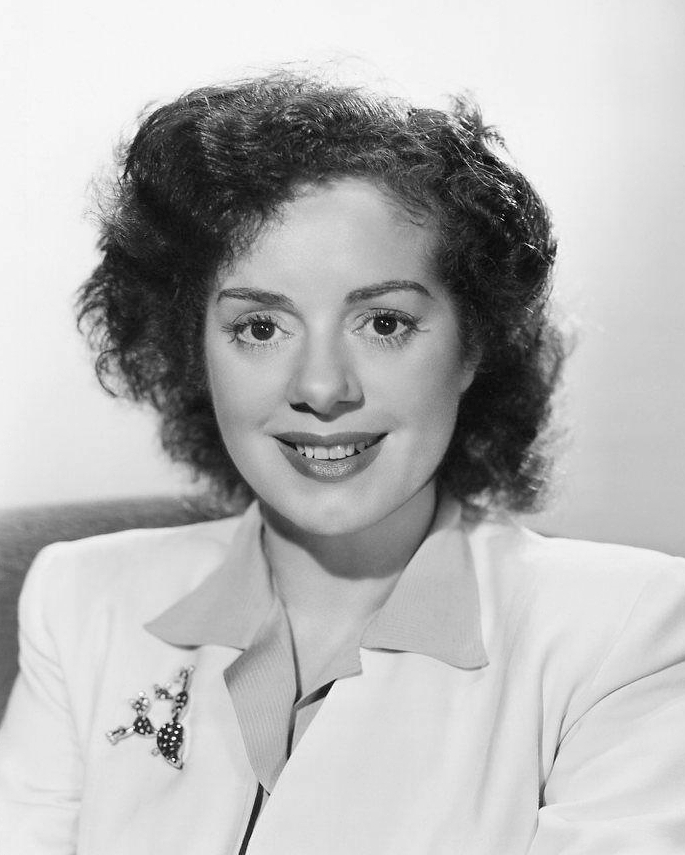
Elsa Lanchester (1943)

Elsa Lanchester (* 28. Oktober 1902 in Lewisham, London; † 26. Dezember 1986 in Woodland Hills, Kalifornien; eigentlich Elisabeth Sullivan) war eine britisch-US-amerikanische Schauspielerin. Besondere Bekanntheit erlangte sie 1935 durch ihre Verkörperung eines künstlich erzeugten Menschen im Horrorfilm Frankensteins Braut.

## Leben

### Kindheit und frühe Karriere
Elsa Lanchester wurde in London als Tochter zweier bekannter Sozialisten, James Sullivan und Edith Lanchester, geboren. Mit elf Jahren besuchte sie Isadora Duncans Tanzschule Bellevue School in Paris, später dann eine Tanzschule in Chelsea. Dort arbeitete sie ab 1918 auch als Tanzlehrerin. 1920 gründete Lanchester ein Theater für Kinder in Soho und hatte ihren ersten Auftritt in einer Music Hall.
Ihre erste Filmrolle spielte sie in einem Amateurfilm mit dem Titel The Scarlet Woman im Jahr 1924. Zu dieser Zeit eröffnete sie einen Theaternachtclub in London. Im Jahr 1927 lernte sie Charles Laughton kennen, mit dem sie Ende der 1920er-Jahre am Theater zusammenarbeitete. 1929 heirateten Lanchester und Laughton. Ihre Ehe hatte bis zum Tod Laughtons im Jahr 1962 Bestand, sie spielten gemeinsam in zwölf Filmen. Die Ehe blieb kinderlos. In ihrer Autobiografie erwähnt Lanchester, dass Laughton homosexuell und ihre Beziehung deshalb platonisch gewesen sei.

### Schauspielkarriere
Im Jahr 1931 trat Elsa Lanchester in einem New Yorker Theater auf, ein Vertrag mit dem Filmstudio MGM folgte im Jahr 1932. Ihre erste große Filmrolle erhielt Lanchester 1933 als Anna von Kleve in Alexander Kordas Tragikomödie Das Privatleben Heinrichs VIII. neben Charles Laughton in der Titelrolle. Für diesen Auftritt in der oscarprämierten Filmbiografie erhielt sie von Kritikern erste Beachtung. In den Jahren 1933 und 1934 spielte Lanchester wieder in London Theater, ehe sie weitere Rollen in Hollywood-Filmen übernahm. 
Ihren Durchbruch auf der Leinwand hatte Elsa Lanchester im Jahr 1935 durch ihren Auftritt in James Whales Horrorfilm Frankensteins Braut. Lanchester spielte die Rolle der Mary Shelley in der Einleitung des Films sowie die Braut des Monsters und nicht etwa – wie der Titel des Films vermuten lässt – die Braut des Dr. Frankenstein. Obwohl Lanchester im Film nur etwa für zehn Minuten als die zum Leben erweckte Frau zu sehen ist, ging diese Figur als Ikone des Horrorfilms in die Filmgeschichte ein. Kurz darauf kehrte Lanchester allerdings wieder nach Großbritannien zurück, wo sie in Rembrandt (1936) erneut an Laughtons Seite zu sehen war.

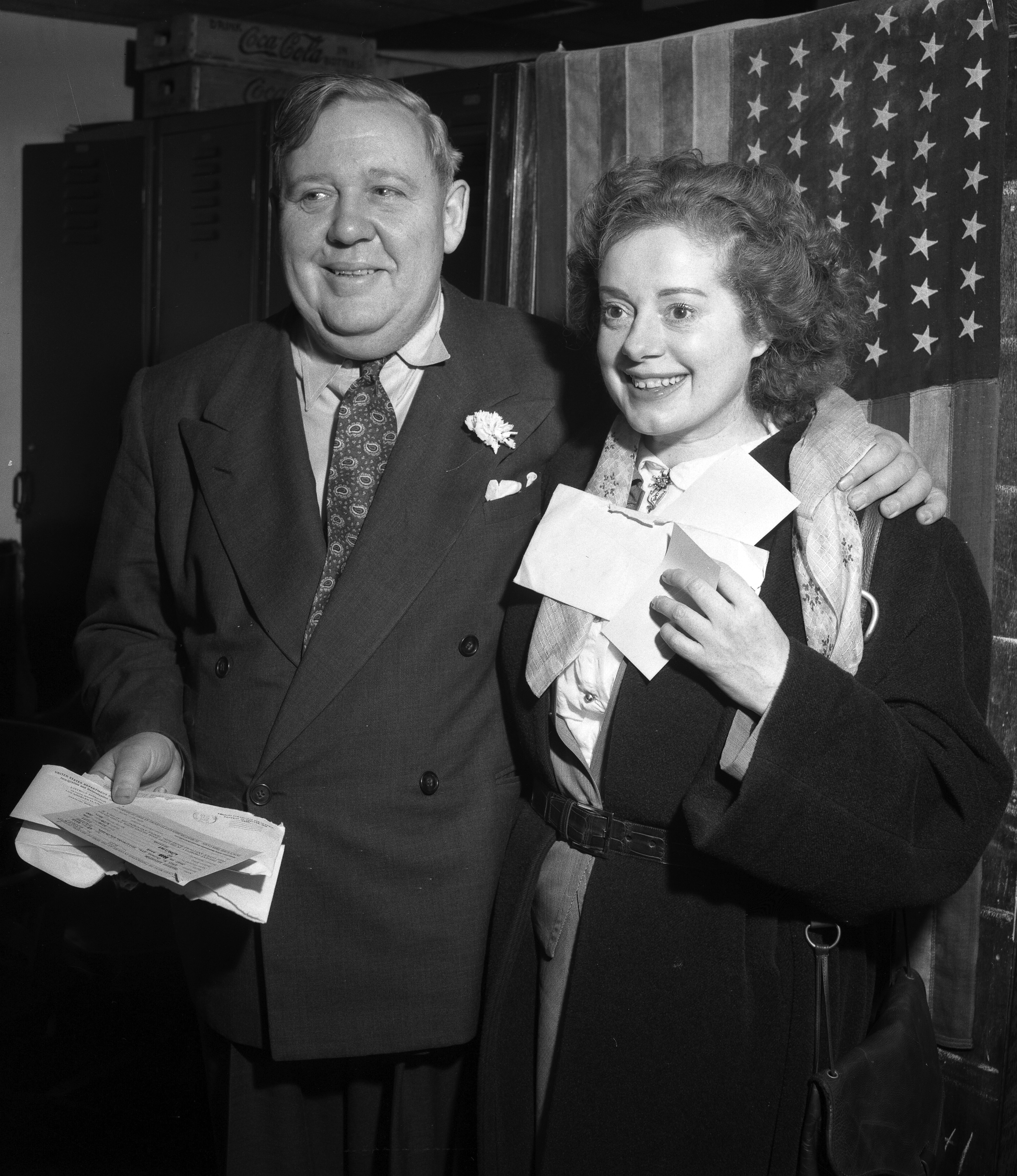
Elsa Lanchester und ihr Mann Charles Laughton bei ihrer Einbürgerung (1950)

Im Jahr 1939 siedelte Lanchester mit Laughton endgültig in die USA über, 1950 wurden beide eingebürgert. Lanchesters erster Filmauftritt nach ihrer Übersiedlung erfolgte 1941 als geistig etwas gestörte Schwester von Ida Lupinos Hauptfigur in dem Thriller Das Geheimnis der drei Schwestern. In der Folge verkörperte Lanchester mit ihrer hohen Stimme vor allem exzentrische, häufig komisch oder gelegentlich auch bedrohlich wirkende Frauenfiguren in Nebenrollen. Sie spielte beispielsweise die betrunkene Köchin in Robert Siodmaks Film noir Die Wendeltreppe (1946), die Haushälterin von Loretta Young und David Niven in Henry Kosters Weihnachtskomödie Jede Frau braucht einen Engel (1947) und erneut neben Young in …und der Himmel lacht dazu (1949, ebenfalls unter Kosters Regie). Für ihre Darstellung der schrulligen Malerin Amelia Potts in letzterem Film erhielt Lanchester ein Jahr später ihre erste Oscar-Nominierung als beste Nebendarstellerin.
Im Jahr 1957 gehörte die Schauspielerin gemeinsam mit Charles Laughton zum Ensemble von Billy Wilders Gerichtsthriller Zeugin der Anklage. Ihre Darstellung der gestrengen Krankenschwester Miss Plimsoll wurde 1958 mit einem Golden Globe als beste Nebendarstellerin bedacht, bei der Oscarverleihung musste sie sich jedoch der Japanerin Miyoshi Umeki (für Sayonara) geschlagen geben. In den 1960er-Jahren war sie in mehreren Walt-Disney-Filmen zu sehen, etwa 1964 als ihre Arbeit kündigendes Kindermädchen in Mary Poppins, und trat neben ihrer Filmarbeit auch in Fernsehserien wie Solo für O.N.C.E.L. und Night Gallery auf. 1971 spielte sie in dem Horrorfilm Willard eine markante Rolle als launische und übermächtige Mutter der Hauptfigur. Zu Lanchesters letzten Auftritten zählt die 1976 erschienene Kriminalkomödie Eine Leiche zum Dessert, in der sie mit der Figur der Jessica Marbles eine Parodie auf Agatha Christies Miss Marple ablieferte.
Lanchester trat zudem parallel zu ihren Film- und Fernsehauftritten oft in Kabaretts und Revuen auf. Zehn Jahre lang, zwischen 1951 und 1961, war Lanchester mit ihrem selbst entwickelten Programm Elsa Lanchester – Herself in den USA auf Tournee. 

### Autobiografie und Tod
Elsa Lanchesters Autobiografie erschien 1983 unter dem Titel Elsa Lanchester Herself. Sie starb drei Jahre später nach einem Schlaganfall und Herzproblemen mit 84 Jahren an einer Lungenentzündung.

## Filmografie (Auswahl)
- 1933: Das Privatleben Heinrichs VIII. (The Private Life of Henry VIII)
- 1935: David Copperfield (David Copperfield)
- 1935: Tolle Marietta (Naughty Marietta)
- 1935: Ein Gespenst geht nach Amerika (The Ghost Goes West)
- 1935: Frankensteins Braut (The Bride of Frankenstein)
- 1936: Rembrandt
- 1941: Das Geheimnis der drei Schwestern (Ladies in Retirement)
- 1942: Abenteuer in der Südsee (Son of Fury: The Story of Benjamin Blake)
- 1942: Sechs Schicksale (Tales of Manhattan)
- 1943: Auf ewig und drei Tage (Forever and a Day)
- 1943: Heimweh (Lassie Come Home)
- 1946: Die Wendeltreppe (The Spiral Staircase)
- 1946: Auf Messers Schneide (The Razor’s Edge)
- 1947: Ich kann mein Herz nur einmal verschenken (Northwest Outpost)
- 1947: Jede Frau braucht einen Engel (The Bishop’s Wife)
- 1948: Spiel mit dem Tode (The Big Clock)
- 1949: Der geheime Garten (The Secret Garden)
- 1949: …und der Himmel lacht dazu (Come to the Stable)
- 1949: Die sündige Stadt (The Inspector General)
- 1950: Die Piratenbraut (Buccaneer’s Girl)
- 1950: Die Tote in den Dünen (Mystery Street)
- 1950: Das skandalöse Mädchen (Girl of the Year)
- 1950: Revolverlady (Frenchie)
- 1952: Androkles und der Löwe (Androcles and the Lion)
- 1952: Die Legion der Verdammten (Les Miserables)
- 1952: Casanova wider Willen (Dreamboat)
- 1954: Im Zirkus der drei Manegen (3 Ring Circus)
- 1954: Razzia im Chinesenviertel (Hell’s Half Acre)
- 1955: Der gläserne Pantoffel (The Glass Slipper)
- 1955: Alice in Wonderland (Fernsehfilm)
- 1957: Zeugin der Anklage (Witness for the Prosecution)
- 1958: Meine Braut ist übersinnlich (Bell, Book and Candle)
- 1964: Mary Poppins (Mary Poppins)
- 1964: Pyjama-Party (Pajama Party)
- 1965: Alles für die Katz (That Darn Cat!)
- 1967: Seemann, ahoi! (Easy Come, Easy Go)
- 1968: Käpt’n Blackbeards Spuk-Kaschemme (Blackbeard’s Ghost)
- 1969: Ein Frechdachs im Maisbeet (Rascal)
- 1969: Ein dicker Hund (My Dog, the Thief)
- 1971: Willard
- 1973: Der Bucklige vom Horror-Kabinett (Terror in the Wax Museum)
- 1973: Arnold
- 1976: Eine Leiche zum Dessert (Murder by Death)
- 1980: Stirb lachend (Die Laughing)

## Autobiographie
- Elsa Lanchester. Herself. St. Martin’s Press, New York 1983, ISBN 0-312-24377-4.